# ۱۷۷۰ (میلادی)
۱۷۷۰ (میلادی) هزارو هفتصد و هفتادمین سال تقویم میلادی است.

## زادگان
- ۲۷ اوت - هگل: فیلسوف آلمانی.
- ۱۷ دسامبر (تاریخ غسل تعمید) لودویگ فان بتهوون آهنگساز آلمانی.
- ۲۰ مارس – فریدریش هولدرلین، شاعر، کتابدار، و نویسنده آلمانی (د. ۱۸۴۳)
- ۷ آوریل – ویلیام وردزورث، شاعر و نویسنده بریتانیایی (د. ۱۸۵۰)
- ۱ اوت – ویلیام کلارک (جستجوگر)، سرباز، کاشف، و سیاست‌مدار آمریکایی (د. ۱۸۳۸)
- ۳ اوت – فریدریش ویلهلم سوم، آهنگساز آلمانی (د. ۱۸۴۰)

## درگذشتگان
- ۲۶ فوریه – جوزپه تارتینی، آهنگساز ایتالیایی (ز. ۱۶۹۲)
- ۲۵ آوریل – ژان-آنتوان نله، فیزیک‌دان فرانسوی (ز. ۱۷۰۰)
- ۲۴ اوت – تامس چترتون، شاعر بریتانیایی (ز. ۱۷۵۲)
- ۲۷ مارس – جامباتیستا تیه‌پولو، هنرمند و نقاش ایتالیایی (ز. ۱۶۹۶)
- ۳۰ مه – فرانسوا بوشه، هنرمند و نقاش فرانسوی (ز. ۱۷۰۳)